# کورسایت
کورسایت (انگلیسی: CoreSite) شرکت املاک آمریکایی است، که در سال ۲۰۰۱ تأسیس شد.